# لورون لافورغ
لورانت لافورغو (بالفرنسية: Laurent Lafforgue)‏ هو عالم رياضيات فرنسي ولد في 6 نوفمبر 1966

 في أنتوني، فرنسا ، اشتهر بعمله على Proof of Langlands conjectures حائز على جائزة وسام فيلدز.

## وصلات خارجية
- الموقع الرسمي لجائزة وسام فيلدز